# Claudio Claudiano
Claudio Claudiano (latino: Claudius Claudianus; Alessandria, 370 circa – Roma, 404 circa) è stato un poeta e senatore romano, sostenitore del generale Stilicone.

## Biografia

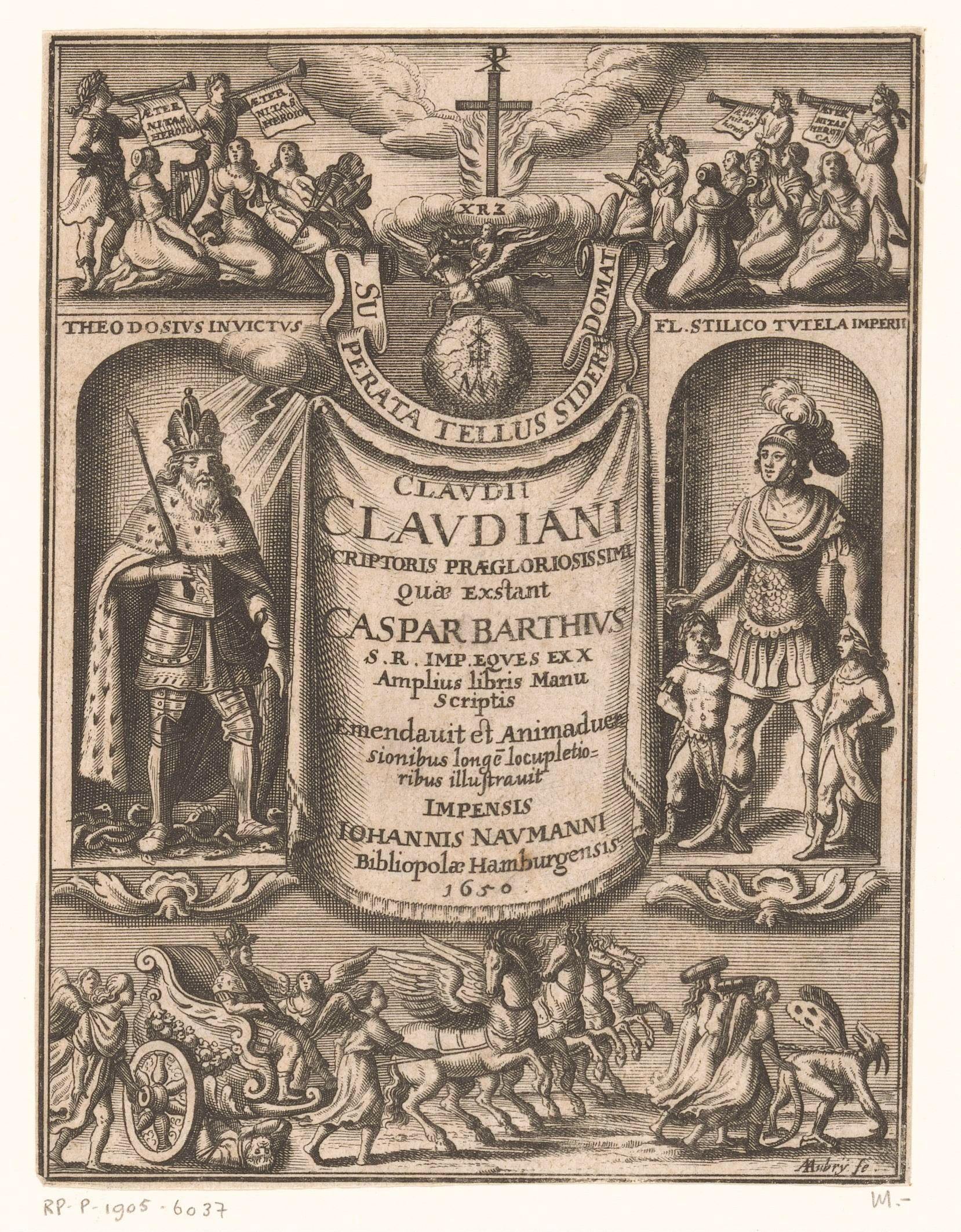
Frontespizio dell'edizione dell'Opera omnia di Claudiano a cura di Kaspar von Barth, Francoforte, Johann Naumann, 1650.

Egiziano di nascita, di lingua greca, apprese il latino sui testi degli autori classici e in tale lingua scrisse la quasi totalità della propria opera.
Si trasferì a Roma nel 394 e si conquistò il favore dell'illustre famiglia cristiana degli Anicii componendo un panegirico in onore dei due rampolli Probino e Olibrio, consoli per il 395. Questo componimento attrasse l'attenzione del potente generale Stilicone, tanto che il successivo gennaio (396) Claudiano declamò un panegirico in onore del terzo consolato dell'imperatore Onorio. Nei successivi anni, mentre continuava a comporre opere propagandistiche in favore di Stilicone, ottenne il titolo di vir clarissimus, tribunus e notarius, col quale divenne senatore, e, dal Senato romano, una statua nel foro di Traiano (la solenne iscrizione, ritrovata nel 1493 da Pomponio Leto è ora al Museo archeologico nazionale di Napoli).
Secondo Agostino d'Ippona Claudiano rimase pagano, nonostante il Cristianesimo fosse ormai divenuta la religione ufficiale nella corte imperiale. 
Di lui si perdono le tracce dopo il 404, anno in cui recitò il panegirico per il sesto consolato di Onorio. L'assenza di riferimenti, nelle sue opere, agli eventi degli anni successivi lascia pensare che proprio nel 404 abbia trovato la morte.
La sua poesia, prevalentemente in esametri (nelle prefazioni, però, prediligeva il distico elegiaco), e quasi tutta d'occasione (De tertio consulatu Honorii Augusti, Epithalamium de nuptiis Honorii et Mariae, le invettive contro Rufino ed Eutropio, rivali di Stilicone, eccetera), trova non di rado accenti di sincerità e vigore, specie nel sentimento della grandezza e della missione civile di Roma e nell'ammirazione per il generale Stilicone, in cui Claudiano vedeva l'estremo baluardo dell'impero incarnante la virtus della romanità ideale (De Consulatu Stilichonis; De bello Gildonico contro l'usurpatore mauritano Gildone; De bello Gothico, sulla vittoria di Stilicone contro Alarico I a Pollenzo).
A parte vanno considerati i poemetti mitologici incompiuti, De raptu Proserpinae (in tre libri) dove descrive il rapimento della giovane Proserpina da parte dell'oscuro Ade sui campi siciliani,  e Gigantomachia, nei quali Claudiano fa rivivere lo spirito dell'epos virgiliano e il plasticismo di Ovidio. Si è anche conservato un frammento di una Gigantomachia in greco, che, sia per la lingua che per l'impostazione retorica, è probabilmente anteriore alla venuta del poeta a Roma. 

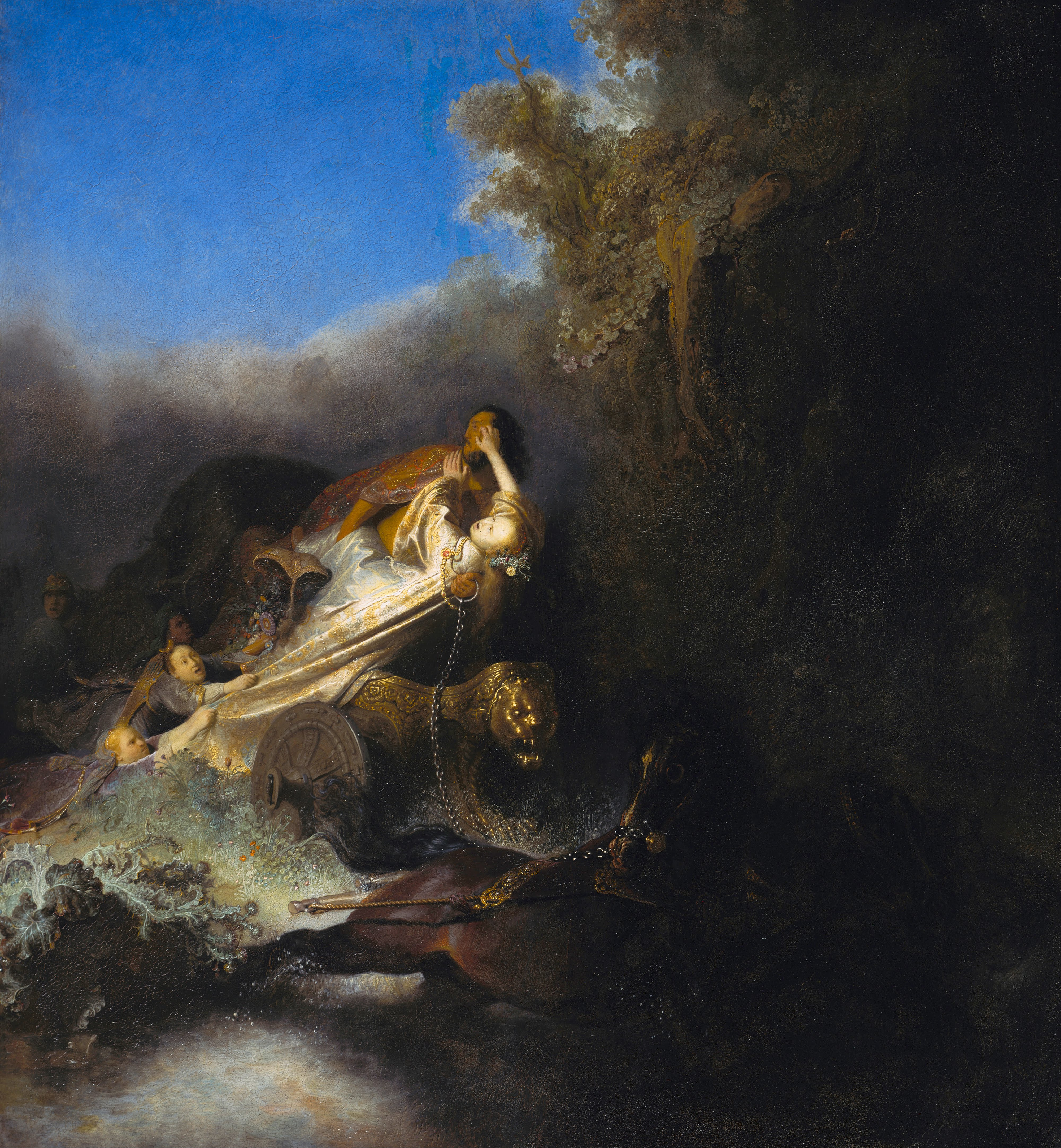
Rembrandt venne influenzato dall'opera di Claudiano per la composizione del suo Ratto

Spunti di originalità, infine, compaiono nei cosiddetti "carmina minora", silloge di 53 poesie di argomento e soprattutto valore poetico vario (si distinguono, tra tutti, l'Epithalamium dictum Palladio v. c. et Celerinae, la Laus Serenae, l'idillio Magnes, l'idillio Phoenix) raccolte molto probabilmente dopo la sua morte in ambiente stiliconiano.

## Opere principali
- Panegyricus dictus Probino et Olybrio consulibus
- De raptu Proserpinae (incompiuto)
- In Rufinum
- De bello Gildonico
- In Eutropium
- Fescennina / Epithalamium de Nuptiis Honorii Augusti
- Panegyricus de Tertio Consulatu Honorii Augusti
- Panegyricus de Quarto Consulatu Honorii Augusti
- Panegyricus de Consulatu Flavii Manlii Theodori
- De Consulatu Stilichonis
- Panegyricus de Sexto Consulatu Honorii Augusti
- De bello Gothico

## Traduzioni italiane
- Claudio Claudiano, Carmina Selecta, versione di Leo Pollini, Collezione Romana, Villasanta, IEI, 1931
- Id., De Bello Gothico, a cura di Giovanni Garuti, Collana Edizioni e saggi universitari di filologia classica, Bologna, Patron, 1979
- Id., Il rapimento di Proserpina. La guerra dei Goti. Introduzione, traduzione e note di Franco Serpa. Testo latino a fronte, Collana Poesia N.311, BUR, Milano, I ed. 1981-1994
- Id., De Bello Gothico, a cura di G. Garuti, Collana Filologia classica, Japadre, 1991 ISBN 978-88-7006-263-2
- Id., Elogio di Serena. A cura di Franca Ela Consolino. Con testo a fronte, Collana Letteratura Universale, Marsilio, Venezia, 1992
- Id., Contro Eutropio. Testo latino a fronte, a cura di M. Gioseffi, Collana Saturnalia, La Vita Felice, 2004
- Id., De raptu Proserpinae. A cura di M. Onorato, Collana Studi Latini, Loffredo, 2008 ISBN 978-88-7564-275-4
- Id., In rufinum liber I. A cura di A. Prenner, Collana Studi latini, Loffredo,
- Id., Fescennina dictu Honorio Augusto et Mariae. A cura di Ornella Fuoco, Cacucci Editore,
- Id., Epitalami e fescennini. A cura di E. Bianchini, Collana Mnemosine, Le Càriti Editore, 2004 ISBN 978-88-87657-23-4
- Id., Il rapimento di Proserpina. A cura di Laura Micozzi. Testo originale a fronte, Collana Oscar Classici latini e greci n.170, Mondadori, Milano, 2013 ISBN 978-88-04-61749-5
- Il rapimento di Proserpina, a cura di Milo De Angelis, 2010, Ed. Enrico Casaccia